# The 1st Chapter
The 1st Chapter é o álbum de estreia da banda norueguesa Circus Maximus. The 1st Chapter foi lançado em maio de 2005 e foi recebido com êxtase, coberto de elogios pela mídia internacional.
Mixado em diversos estúdios na Noruega e na Dinamarca pelo produtor Tommy Hansen (Helloween, Pretty Maids, Wuthering Heights). De sonoridade impecável, "The 1st Chapter" é um álbum fantástico.
Michael Eriksen é surpreendente e sua voz rememora vocalistas como Tony Harnell, Joey Tempest e Ronnie Atkins, em canções simplesmente excepcionais. Recomenda-se ouvir com atenção as faixas "Sin", a linda balada "Silence From Angels Above", e a obra prima "Glory Of The Empire”, ou a fabulosa "The 1st Chapter" com seus mais de 19 minutos de duração.
| Críticas profissionais                                                      | Críticas profissionais |
| Avaliações da crítica                                                       | Avaliações da crítica  |
| Fonte                                                                       | Avaliação              |
| --------------------------------------------------------------------------- | ---------------------- |
| Allmusic                                                                    | [ 1 ]                  |
| Esta tabela precisa de ser acompanhada por texto em prosa. Consulte o guia. |                        |

## Faixas
| N.º            | Título                      | Duração |  |
| 1.             | "Sin"                       | 5:53    |  |
| 2.             | "Alive"                     | 5:38    |  |
| 3.             | "Glory of the Empire"       | 10:27   |  |
| 4.             | "Biosfear"                  | 5:22    |  |
| 5.             | "Silence from Angels Above" | 4:07    |  |
| 6.             | "Why Am I Here?"            | 6:05    |  |
| 7.             | "The Prophecy"              | 6:44    |  |
| 8.             | "The 1st Chapter"           | 19:07   |  |
| Duração total: | Duração total:              | 63:23   |  |

| Faixas bônus   |                                                  |         |  |
| N.º            | Título                                           | Duração |  |
| 9.             | "Haunted Dreams" (na edição europeia)            | 7:12    |  |
| 10.            | "Imperial Destruction" (na edição estadunidense) | 6:45    |  |
| 11.            | "Marion" (na edição japonesa)                    | 6:12    |  |
| Duração total: | Duração total:                                   | 83:32   |  |

## Créditos
Gravadora:
Europa / Rússia: Frontiers Records (6 de junho de 2005)
Estados Unidos / Canadá: Sensory Records (7 de junho de 2005)
Estúdios: Lionheart Studios, Toproom Studios, Noisegate Studios
Masterização e mixagem: Tommy Hansen
Artwork by: Mattias Noren / Progart Media
Layout and logo by: Claus Jensen / Intromental Design